# Valdice
Valdice település Csehországban, a Jičíni járásban. Valdice Radim, Soběraz, Jičín és Železnice településekkel határos. Lakosainak száma 1305 fő (2024. január 1.).

## Népesség
A település lakosságának változását az alábbi diagram mutatja:
| Lakosok száma | 1142 | 981  | 1244 | 689  | 1346 | 2412 | 1423 | 1375 | 2373 | 1305 |
|               | 1869 | 1900 | 1921 | 1961 | 1980 | 2011 | 2016 | 2019 | 2021 | 2024 |